# Pindobaçu (ort)
Pindobaçu är en ort i Brasilien.   Den ligger i kommunen Pindobaçu och delstaten Bahia, i den östra delen av landet, 1 000 km nordost om huvudstaden Brasília. Pindobaçu ligger 435 meter över havet och antalet invånare är 17 229.
Terrängen runt Pindobaçu är platt åt sydost, men åt nordväst är den kuperad. Det finns inga andra samhällen i närheten.
Omgivningarna runt Pindobaçu är huvudsakligen savann. Runt Pindobaçu är det ganska glesbefolkat, med 23 invånare per kvadratkilometer.